# Кіндергук (селище, Нью-Йорк)
Кіндергук (англ. Kinderhook) — селище (англ. village) в США, в окрузі Колумбія штату Нью-Йорк. Населення — 1170 осіб (2020).

## Географія
Кіндергук розташований за координатами 42°23′40″ пн. ш. 73°42′14″ зх. д. / 42.39444° пн. ш. 73.70389° зх. д. (42.394382, -73.703768).  За даними Бюро перепису населення США в 2010 році селище мало площу 5,45 км², уся площа — суходіл.

## Демографія
Згідно з переписом 2010 року, у селищі мешкало 1211 осіб у 538 домогосподарствах у складі 340 родин. Густота населення становила 222 особи/км².  Було 609 помешкань (112/км²).
Расовий склад населення:
| - 96,9 % — білих - 0,6 % — азіатів - 0,2 % — корінних американців - 0,2 % — чорних або афроамериканців |

До двох чи більше рас належало 1,7 %. Частка іспаномовних становила 3,8 % від усіх жителів.
За віковим діапазоном населення розподілялося таким чином: 18,5 % — особи молодші 18 років, 59,5 % — особи у віці 18—64 років, 22,0 % — особи у віці 65 років та старші. Медіана віку мешканця становила 50,7 року. На 100 осіб жіночої статі у селищі припадало 89,5 чоловіків;  на 100 жінок у віці від 18 років та старших — 87,6 чоловіків також старших 18 років.
Середній дохід на одне домашнє господарство  становив 105 613 долари США (медіана — 80 938), а середній дохід на одну сім'ю — 131 137 доларів (медіана — 95 833). Медіана доходів становила 69 911 долар для чоловіків та 65 875 доларів для жінок. За межею бідності перебувало 2,3 % осіб, у тому числі 1,8 % дітей у віці до 18 років та 2,6 % осіб у віці 65 років та старших.
Цивільне працевлаштоване населення становило 695 осіб. Основні галузі зайнятості: освіта, охорона здоров'я та соціальна допомога — 21,3 %, публічна адміністрація — 17,4 %, науковці, спеціалісти, менеджери — 15,7 %.